# Nauka koło pasiek
Nauka koło pasiek (Nauka koło pasiek z informaciey Pana Walentego Kąckiego Anno M.D.C.XII w Komarnie u mnie Iana Ostroroga woiewody poznańskiego spisana) – pierwszy polski podręcznik hodowli pszczół, pierwsza taka praca w języku słowiańskim poświęcona w całości pszczelarstwu, wydana w Zamościu w 1614 przez Jana Ostroroga. Publikacja została napisana na podstawie informacji Walentego Kąckiego i liczyła 14 kart.

## Źródła
1. ↑  Maria Wichowa, Pisarstwo Jana Ostroroga: 1565-1622, Wydawn. Uniwersytetu Łódzkiego, 1998, s. 150-160, ISBN 978-83-7171-161-9 [dostęp 2021-02-21] (pol.).